# Madeleine Dawnay
Madeleine Dawnay è un personaggio televisivo co-protagonista dello sceneggiato televisivo britannico del 1961 A for Andromeda, dei remake dello stesso, del suo sequel The Andromeda Breakthrough (1962) e dei romanzi da essi tratti, scritti da Fred Hoyle e John Elliot.

## Storia
La dottoressa Madeleine Dawnay è un'illustre biologa di Edimburgo, chiamata dal professor Ernest Reinhart alla base missilistica di Thorness con il compito di interpretare i dati che il calcolatore fornisce all'équipe del dottor John Fleming; questo infatti, dopo che, attraverso uno scambio di domande e risposte, ha completato le informazioni sulla tavola periodica passa dalla fisica alla biologia, chiedendo notizie sugli amminoacidi e quindi sull'origine della vita, e potere proseguire nella fornitura di informazioni si rende necessaria la competenza di una esperta del campo.
La biologa si mostra molto interessata al "comportamento" del calcolatore, offrendo a Fleming la propria volontà di collaborare nella continuazione dello studio ma questi rifiuta, ponendo per la prima volta le proprie perplessità sui suoi "fini", e, pur rimanendo alla base di Thorness, decide di collocarsi momentaneamente al di fuori del progetto, continuando tuttavia ad esserne informato dall'ingegner Dennis Bridger. La dottoressa Dawnay nel frattempo ritiene che il calcolatore abbia fornito gli elementi per la creazione di una cellula vivente, ed, allo scopo, su sua richiesta viene autorizzata la costruzione di sintetizzatore di DNA per realizzarla ma, una volta che questa riesce a mantenersi in vita ed a svilupparsi, Fleming tenta di distruggerla, sollevando le ire di Madeleine, la quale chiede il suo allontanamento dal laboratorio.
La crescita dell'agglomerato di cellule si sviluppa nutrendosi per osmosi e Madeleine richiede il suo staff universitario per approfondire gli studi, tra i quali Christine Flemstad, un'esperta in microbiologia, accettando anche, su richiesta di Reinhart, il rientro di Fleming nell'équipe. Questi tenta di scoprire il funzionamento dei terminali del calcolatore mettendosi tra di essi senza nessuna conseguenza mentre Christine sviene, venendo da quel momento "affascinata" dal calcolatore, fino a quando non viene indotta ad afferrarli morendo folgorata.
La morte di Christine, e conseguentemente l'acquisizione rapida di dati sugli esseri umani assimilate dal calcolatore, accelerano lo sviluppo dell'agglomerato di cellule studiate da Madeleine ma a quel punto le autorità militari, sia britanniche che americane, prendono possesso del calcolatore e del sintetizzatore, affidando, nonostante le proteste di Reinhart, la direzione del progetto al colonnello Geers, comandante della base, e, per la parte biologica al tenente colonnello medico Hunter e, pochi giorni dopo, il sintetizzatore consente la nascita di una creatura con le sembianze di Christine, battezzata da Madeleine 
Andromeda.
La dottoressa Dawnay, nonostante le obiezioni di Fleming, il quale vorrebbe eliminare la ragazza, seguita a dimostrarsi entusiasta del risultato, seguendo personalmente Andromeda nel suo percorso iniziale di conoscenza degli esseri umani, riconoscendo in lei un'intelligenza superiore, ma i militari progressivamente iniziano a tenerla lontana da lei, affidandone il controllo a Judy Adamson, un'agente servizio segreto, ed utilizzandola per progettare un missile che sarà utilizzato per distruggere un oggetto non identificato in orbita intorno alla Terra.
Il calcolatore, dopo che Andromeda è rimasta ustionata alle mani, elabora un enzima che consente la rigenerazione in tempi rapidissimi delle cellule distrutte e Madeleine per la prima volta si scontra con le decisioni del Governo britannico sull'utilizzo commerciale del "prodotto", esternando i propri dubbi a Fleming, il quale la esorta a sorvegliare quanto sta accadendo, senza tuttavia fare trapelare quello che pensa, ma, una volta che Andromeda ed il calcolatore producono la formula dell'enzima, Madeleine, entrata in contatto con esso, ne resta intossicata, morendo pochi giorni dopo.

## Adattamenti e sequel
Il romanzo e lo sceneggiato televisivo britannico, dove Madeleine Dawnay è interpretata da Mary Morris, sono stati seguiti dal sequel britannico The Andromeda Breakthrough, sempre interpretata da Mary Morris, e dallo sceneggiato televisivo italiano del 1972 A come Andromeda, per la regia di Vittorio Cottafavi, dove è interpretata da Gabriella Giacobbe, mentre nel 2006 è stato realizzato il film tv britannico A for Andromeda, diretto da John Strickland, dove è interpretata da Jane Asher.